# Ars Musica

Ars musica est un festival international de musique contemporaine créé en Belgique en 1989. 

## Historique
Le festival Ars Musica est créé en 1989, il est alors  dirigé par le musicologue et sociologue Robert Wangermée et coordonné par Paul Dujardin. Les manifestations se tiennent à Bruxelles, mais aussi à Liège, à Charleroi et à Namur. Le concert inaugural présente l'Orchestre philharmonique royal de Liège, dirigé par Pierre Bartholomée. Cette première édition comprends une création d'Henri Pousseur avec Déclaration d'orages et met à l'honneur le compositeur Iannis Xenakis,.
De 1998 à 2002, Frank Madlener est le directeur artistique et producteur du festival Ars Musica. En 2001,  le treizième festival Ars Musica propose 30 concerts, rend un hommage significatif à Wolfgang Rihm et programme des œuvres de célébrités comme Philippe Boesmans, Eliott Carter, Heinz Holliger, Claude Vivier ou encore Iannis Xenakis. Le concert d'ouverture présente une œuvre du compositeur hollandais Louis Andriessen et se tient au Palais des Beaux-Arts devant 2 200 spectateurs.
En septembre 2013, Bruno Letort est nommé directeur et Claude Janssens Président d'Ars Musica. L'édition 2014 a lieu 13 au 30 novembre, sur le thème « Mini-Maxi », passerelle entre les minimalistes et les maximalistes belges. L'édition 2016 s'ouvre le 12 novembre. Elle est consacrée au Japon.
L'édition 2018 a comme thème « L'inouïe », l'occasion de découvrir ou redécouvrir des instruments parfois oubliés, d'expérimenter une relation sensorielle avec le son, de plonger dans l'univers d'un opéra décalé.
En 2019, l'édition « anniversaire» (qui célèbre les 30 ans du festival), se voit critiqué par des actions féministes, notamment lors de la manifestation « Moins de cravates, plus de chattes » organisée par l'ASBL "Engagement Arts", à l'occasion d'un « bal contemporain » programmé le 29 novembre au Cinéma Palace. Le slogan s’appuie sur l’affiche du festival, conçue par Michal Batory, qui représente une clef de sol sur son 31. Un article des Grenades indique qu'Ars Musica a programmé seulement 3% d’œuvres composées par des femmes et que pendant sept éditions, les femmes étaient complètement absentes De la programmation. Ars Musica répond publiquement à cette prise de position, regrettant la fausseté des chiffres avancés et mettant en avant les efforts de parité depuis l’arrivée de la nouvelle équipe en 2013.
En 2020, une édition solidaire soutient les artistes lors de la pandémie de Covid-19. En raison du contexte et des mesures prises par les autorités pour endiguer le virus, le festival « Solid'Ars » est diffusé en ligne.
Selon un rapport de l'Institut pour l'égalité des femmes et des hommes, sept femmes ont témoigné via l’ASBL « Engagement Arts », à l'encontre de Bruno Letort pour « harcèlement, abus de pouvoir et violences sexistes et sexuelles » ,. À la suite de ce rapport, Bruno Letort est démis de ses fonctions de direction d'Ars Musica en juin 2024 par le conseil d’administration d’Ars Musica à la demande de la Ministre de la Culture Bénédicte Linard. Selon celle-ci : « Une décision indispensable en regard de la gravité des faits », rapportés à L’Institut. Les avocates de Bruno Letort dénoncent les qualificatifs utilisés par le cabinet Linard. « Ces accusations sont graves. Le rapport de l'Institut ne parle nulle part de violences sexistes ou sexuelles ! Qui plus est, c'est à la justice de décider si les éléments exposés dans les sept témoignages sont établis et peuvent être définis comme l'Institut le prétend. Il n'y a ni plainte au pénal, ni enquête menée par des autorités judiciaires » ».
Urban Nature, la biennale 2024 d'Ars Musica centrée sur la création urbaine et liée à la nature, propose en particulier des œuvres de Brian Eno, Philip Glass, Meredith Monk, Érik Satie,.
À partir de décembre 2024, Katrien Dobbelaere, jusqu’ici adjointe à la direction, assure la direction administrative et opérationnelle du festival tandis que Patrick Leterme devient le directeur artistique.

## Festival de créations
Au départ d'un thème, la programmation du festival présente chaque année un état des lieux de la création musicale en lien avec ses partenaires belges, européens et extra-européens. Plusieurs concerts par jour permettent de diffuser un répertoire multiple, tant local et qu'international, de compositeurs confirmés ou non. Ainsi en 20 ans d'existence, le festival va presque toucher 700 compositeurs différents, soit une moyenne de 35 nouveaux compositeurs par session. La direction artistique, parmi le large répertoire, tend notamment à promouvoir le travail des compositeurs belges tels Henri Pousseur, Pierre Bartholomée, Philippe Boesmans, Claude Ledoux, Benoît Mernier, Luc Brewaeys, Jean-Luc Fafchamps, Jean-Pierre Deleuze, Jean-Marie Rens, Michel Fourgon, Gilles Gobert, Walter Hus, Todor Todoroff, etc.

## Festival pour les jeunes
Si la création est l’objet principal de ses éditions, la diffusion du répertoire reste un volet important au sein de celles-ci.
Les créations et œuvres du répertoire sont par ailleurs éclairées par les actions pédagogiques du festival : répétitions commentées ouvertes au public, réflexions autour de tables rondes, projections de films documentaires, introductions aux concerts, sont autant de voies suivies jusqu’ici, pour pénétrer celles de la musique contemporaine. Ars Musica travaille en relation avec les classes des conservatoires. Il permet à de nombreux jeunes compositeurs comme Oscar Bianchi (en), Pierre Kolp, Matthias Pintscher, François Sarhan de bénéficier d'une scène internationale.

## À voir